# 1230
Il 1230 (MCCXXX in numeri romani) è un anno  del XIII secolo.

## Eventi
- 25 maggio - Viene inaugurata la Basilica Inferiore ad Assisi
- 28 agosto - Il papa Gregorio IX libera Federico II di Svevia dalla scomunica inflitta il 29 settembre 1227
- 30 dicembre - Miracolo dell'apparizione del sangue di Cristo nella chiesa di Sant'Ambrogio a Firenze
- Presso la Magna Curia di Federico II viene ospitato Teodoro d'Antiochia o Maestro Teodoro, astrologo
- Prima storica e registrata inondazione del fiume Brembo
- Ultima eruzione vulcanica documentata sull'isola di Lipari

## Nati
- 10 marzo - Enrico di Castiglia, principe e mercenario spagnolo († 1303)
- 10 dicembre - Maria de Cervellòn, religiosa spagnola († 1290)
- Abramo Hasdai, traduttore arabo
- Accursia, giurista italiana († 1281)
- Alberto I di Meclemburgo, principe († 1265)
- Rodolfo I di Baden († 1288)
- Squarcino Borri, condottiero italiano († 1277)
- Pierre de la Broce, francese († 1278)
- Babilano Doria, politico e militare italiano († 1296)
- Guglielmo Durante, vescovo cattolico francese († 1296)
- Edmondo de Lacy, nobile inglese († 1258)
- Elisabetta di Brunswick-Lüneburg, principessa († 1266)
- Enrico I di Meclemburgo, principe († 1302)
- Hovhannes Erznkatsi, filosofo e traduttore armeno († 1293)
- Rinaldo d'Este, nobile italiano († 1251)
- Faraj ibn Salim, medico e traduttore
- Konrad von Feuchtwangen († 1296)
- Guglielmo Pietro I di Ventimiglia, politico e militare italiano
- Costanza di Staufen, principessa italiana († 1307)
- Jaroslav III di Vladimir, principe russo († 1272)
- Kaidu, condottiero mongolo († 1301)
- Matilde de Lacy, nobile irlandese († 1304)
- Margherita Sambiria, nobile danese († 1282)
- Nicola III di Meclemburgo, principe
- Oddone di Borgogna, conte di Nevers, nobile († 1266)
- Leonardo Patrasso, cardinale e arcivescovo cattolico italiano († 1311)
- Arderico Sessa, nobile italiano
- Sinchi Roca, sovrano inca († 1260)
- Stefanardo da Vimercate, religioso e scrittore italiano († 1297)
- Tokoqan, condottiero mongolo
- Tommaso di Sutton, teologo britannico († 1315)
- Hugo von Trimberg, poeta e filosofo tedesco († 1313)
- Teobaldo, nobile e militare italiano († 1276)
- Cecilia del Balzo, nobildonna francese († 1275)

## Morti
- 12 gennaio - Egino IV di Urach, nobile tedesco
- 30 gennaio - Pelagio Galvani, cardinale e giurista portoghese
- 7 marzo - Giovanni Tornielli, vescovo cattolico italiano
- 13 maggio - Casimiro I di Opole, nobile polacco
- 12 luglio - Margherita di Blois, nobile (n. 1170)
- 14 luglio - Giovanni da Velletri, vescovo cattolico italiano
- 25 luglio - Rudolf II di Coevorden, condottiero olandese (n. 1196)
- 28 luglio - Leopoldo VI di Babenberg, nobile austriaco (n. 1176)
- 16 settembre - Enrico I da Settala, arcivescovo cattolico italiano
- 24 settembre - Alfonso IX di León, sovrano (n. 1171)
- 8 ottobre - Alberto Calvi da Cilavegna, vescovo cattolico italiano
- 25 ottobre - Gilberto di Clare, V conte di Gloucester, conte inglese (n. 1180)
- 13 novembre - Siardo di Mariengaard, abate
- 15 dicembre - Ottocaro I di Boemia, re boemo (n. 1155)
- 23 dicembre - Berengaria di Navarra, regina
- Börte, imperatrice mongola (n. 1161)
- Guglielmo di Braose (n. 1197)
- Manco Cápac, imperatore inca
- Enrico Pescatore, ammiraglio italiano
- Urraca López de Haro, regina (n. 1160)
- Viestards, duca lettone
- Ubaldo I Visconti, politico italiano
- Samuel ben Judah ibn Tibbon, rabbino e filosofo francese (n. 1150)
- Geremia d'Amchit
- Guido I da Fogliano, nobile italiano
- Raoul de Houdenc, poeta francese (n. 1165)
- Demetrio del Monferrato, re (n. 1205)
- Beatrice di Mâcon, nobildonna francese
- Al-Dakhwar, medico arabo (n. 1170)

## Calendario
| Calendario 1230 | Calendario 1230 | Calendario 1230 | Calendario 1230 | Calendario 1230 | Calendario 1230 | Calendario 1230 | Calendario 1230 | Calendario 1230 | Calendario 1230 | Calendario 1230 | Calendario 1230 | Calendario 1230 | Calendario 1230 | Calendario 1230 | Calendario 1230 | Calendario 1230 | Calendario 1230 | Calendario 1230 | Calendario 1230 | Calendario 1230 | Calendario 1230 | Calendario 1230 | Calendario 1230 | Calendario 1230 | Calendario 1230 | Calendario 1230 | Calendario 1230 | Calendario 1230 | Calendario 1230 | Calendario 1230 | Calendario 1230 | Calendario 1230 |
| --------------- | --------------- | --------------- | --------------- | --------------- | --------------- | --------------- | --------------- | --------------- | --------------- | --------------- | --------------- | --------------- | --------------- | --------------- | --------------- | --------------- | --------------- | --------------- | --------------- | --------------- | --------------- | --------------- | --------------- | --------------- | --------------- | --------------- | --------------- | --------------- | --------------- | --------------- | --------------- | --------------- |
|                 | 1               | 2               | 3               | 4               | 5               | 6               | 7               | 8               | 9               | 10              | 11              | 12              | 13              | 14              | 15              | 16              | 17              | 18              | 19              | 20              | 21              | 22              | 23              | 24              | 25              | 26              | 27              | 28              | 29              | 30              | 31              |                 |
| Gennaio         | Ma              | Me              | Gi              | Ve              | Sa              | Do              | Lu              | Ma              | Me              | Gi              | Ve              | Sa              | Do              | Lu              | Ma              | Me              | Gi              | Ve              | Sa              | Do              | Lu              | Ma              | Me              | Gi              | Ve              | Sa              | Do              | Lu              | Ma              | Me              | Gi              |                 |
| Febbraio        | Ve              | Sa              | Do              | Lu              | Ma              | Me              | Gi              | Ve              | Sa              | Do              | Lu              | Ma              | Me              | Gi              | Ve              | Sa              | Do              | Lu              | Ma              | Me              | Gi              | Ve              | Sa              | Do              | Lu              | Ma              | Me              | Gi              |                 |                 |                 |                 |
| Marzo           | Ve              | Sa              | Do              | Lu              | Ma              | Me              | Gi              | Ve              | Sa              | Do              | Lu              | Ma              | Me              | Gi              | Ve              | Sa              | Do              | Lu              | Ma              | Me              | Gi              | Ve              | Sa              | Do              | Lu              | Ma              | Me              | Gi              | Ve              | Sa              | Do              |                 |
| Aprile          | Lu              | Ma              | Me              | Gi              | Ve              | Sa              | Do              | Lu              | Ma              | Me              | Gi              | Ve              | Sa              | Do              | Lu              | Ma              | Me              | Gi              | Ve              | Sa              | Do              | Lu              | Ma              | Me              | Gi              | Ve              | Sa              | Do              | Lu              | Ma              |                 |                 |
| Maggio          | Me              | Gi              | Ve              | Sa              | Do              | Lu              | Ma              | Me              | Gi              | Ve              | Sa              | Do              | Lu              | Ma              | Me              | Gi              | Ve              | Sa              | Do              | Lu              | Ma              | Me              | Gi              | Ve              | Sa              | Do              | Lu              | Ma              | Me              | Gi              | Ve              |                 |
| Giugno          | Sa              | Do              | Lu              | Ma              | Me              | Gi              | Ve              | Sa              | Do              | Lu              | Ma              | Me              | Gi              | Ve              | Sa              | Do              | Lu              | Ma              | Me              | Gi              | Ve              | Sa              | Do              | Lu              | Ma              | Me              | Gi              | Ve              | Sa              | Do              |                 |                 |
| Luglio          | Lu              | Ma              | Me              | Gi              | Ve              | Sa              | Do              | Lu              | Ma              | Me              | Gi              | Ve              | Sa              | Do              | Lu              | Ma              | Me              | Gi              | Ve              | Sa              | Do              | Lu              | Ma              | Me              | Gi              | Ve              | Sa              | Do              | Lu              | Ma              | Me              |                 |
| Agosto          | Gi              | Ve              | Sa              | Do              | Lu              | Ma              | Me              | Gi              | Ve              | Sa              | Do              | Lu              | Ma              | Me              | Gi              | Ve              | Sa              | Do              | Lu              | Ma              | Me              | Gi              | Ve              | Sa              | Do              | Lu              | Ma              | Me              | Gi              | Ve              | Sa              |                 |
| Settembre       | Do              | Lu              | Ma              | Me              | Gi              | Ve              | Sa              | Do              | Lu              | Ma              | Me              | Gi              | Ve              | Sa              | Do              | Lu              | Ma              | Me              | Gi              | Ve              | Sa              | Do              | Lu              | Ma              | Me              | Gi              | Ve              | Sa              | Do              | Lu              |                 |                 |
| Ottobre         | Ma              | Me              | Gi              | Ve              | Sa              | Do              | Lu              | Ma              | Me              | Gi              | Ve              | Sa              | Do              | Lu              | Ma              | Me              | Gi              | Ve              | Sa              | Do              | Lu              | Ma              | Me              | Gi              | Ve              | Sa              | Do              | Lu              | Ma              | Me              | Gi              |                 |
| Novembre        | Ve              | Sa              | Do              | Lu              | Ma              | Me              | Gi              | Ve              | Sa              | Do              | Lu              | Ma              | Me              | Gi              | Ve              | Sa              | Do              | Lu              | Ma              | Me              | Gi              | Ve              | Sa              | Do              | Lu              | Ma              | Me              | Gi              | Ve              | Sa              |                 |                 |
| Dicembre        | Do              | Lu              | Ma              | Me              | Gi              | Ve              | Sa              | Do              | Lu              | Ma              | Me              | Gi              | Ve              | Sa              | Do              | Lu              | Ma              | Me              | Gi              | Ve              | Sa              | Do              | Lu              | Ma              | Me              | Gi              | Ve              | Sa              | Do              | Lu              | Ma              |                 |